# جائزة النمسا الكبرى 1997
جائزة النمسا الكبرى 1997 هو سباق فورمولا 1
أقيم بتاريخ 21 سبتمبر 1997 في ريد بول رينغ، وأحد سباقات بطولة العالم لسباقات الفورمولا واحد موسم 1997، وكان أول المنطلقين جاك فيلنوف.
فاز بالمركز الأول  جاك فيلنوف، وكان صاحب أسرع لفة جاك فيلنوف.